# 気候性地形療法
気候性地形療法（きこうせいちけいりょうほう、独: Klimatische Terrainkur）は、ドイツのクアオルト（療養地）において、4つの療養要因のうち気候の分野で活用される、気候療法の1つ。

## 概要
山岳や海辺に位置する気候のクアオルトで処方される運動療法であり、1990年代からドイツで医療保険が適用されるようになった、比較的新しい療法である。1990年代後半、気候の要素が人間に及ぼす影響に関して、気候のクアオルトであるバイエルン州のガルミッシュ＝パルテンキルヒェンで研究していたミュンヘン大学のアンゲラ・シュー教授が、「冷気と風」を上手に活用すると運動効果が増すことを発見したことが始まりであり、ドイツでは、主に心臓循環器系のリハビリにおいて保険が適用され、3週間の治療として実施されているほか、市民の健康づくりにも取り入れられている。
気候性地形療法の要素は大きく分けて2つある。ひとつは、運動強度が計測された自然の野山を患者の体力に合わせた運動強度で歩くこと、もうひとつは、体表面を「少し冷たい」と感じる程度に発汗や衣類を調整して、気候の要素である「冷気と風」を活用しながら、運動効果を増すことである。古くから行われていた、運動負荷が計測された道を歩くことでリハビリを行う「地形療法」に、「気候要素（特に「冷気と風」）」を加えることで、2倍の運動効果に高める。

## 治療
治療は3～4週間で行われ、週に3～4回、20～40分の継続的運動負荷を行う。
患者は、最初に専門医の診察を受けた後、自転車エルゴメーターで体力を測定する。そこで得られた体力の指標に合わせて、体力に合わせた専門コースの選定など1週間分の運動等の処方がなされ、その処方箋に基づいて、専門のガイドとなる「気候療法士」が、気候性地形療法の専門コースをガイドする。処方箋には、運動だけではなく、緊張を緩和する自律訓練やヨガ、水中運動等も処方され、「緊張と緩和」のバランスを調整しながら治療を行う。
患者の運動強度は、心拍数を測定することでコントロールする。運動初期や運動に慣れていない場合の目標心拍数は、上りの傾斜地で「160−年齢＝心拍数」となる。要所要所で心拍数を測定し、目標に合うような運動強度（スピードコントロール）に調整する。ただし、血圧降下剤の中には、β遮断薬など心拍の上昇を抑制するものがあるため、血圧降下剤服用者は一律目標心拍数から10〜20％を減らした値が適用される。この時の運動強度は、およそ55％程度となり、運動リスクにも配慮して運動処方をしている状況である。その後、運動に慣れ十分な体力が認められる場合は、「180−年齢＝心拍数」の目標心拍数に運動強度を上げる。
気候療法士は、専門医へ1週間ごとに状況を報告しながら、新しい処方箋に基づき、運動を指導する。3週間後に、患者は専門医と面談し診察を受け、治療は終了となる。

### 運動効果を増すポイント「少し冷たい」
気候性地形療法においては、体表面温度を約2℃下げる程度（「少し冷たい」程度）に発汗や衣服を調整する。これにより、同じ運動強度の運動でも心拍数が下がり、心臓への負担を減らすことができる。また、春から夏に限れば、運動中により多くの脂肪を燃やす効果も見られる。
この「少し冷たい」を感じるためには、衣類の調整で汗を上手に蒸発させて、気化熱で体表面の温度を下げたり、コースの途中の水場で、腕を冷水に浸すまたは冷水を腕にかけるなどの冷刺激で強制的に冷やしたりといった手法をとる。

### 効果
適応症は、主に心臓リハビリ（心筋梗塞や狭心症のリハビリテーション）や高血圧、骨粗鬆症である。高血圧の治療の場合、血圧の平均値内に収束する傾向が見られる。
1990年代の研究では、エネルギーの老廃物（疲労物質）と言われた乳酸の値の変化を3週間の運動前後で比較し、乳酸の生成を2分の1程度に抑制することが出来たため、持久力を2倍にすることができるとした。しかし現在は、乳酸はエネルギーに転換することが判明しているため、単純に持久力が2倍になるとは言えない。

## 活用例
アウディの企業保険の場合は、この気候性地形療法を活用し、保険組合の組合員に1週間の「健康増進ウイーク」という健康づくりを提供している。これは、医師の診察、気候性地形療法のウォーキング、水中運動、リラックスのためのヨガや自律訓練法の指導、食生活の改善指導など、講義と運動などの実技を交え、1週間のスケジュールで生活習慣の改善に取り組み、その手法を習得して、健康を維持してもらおうというものである。

## 日本における歴史と取り組み
日本における気候性地形療法は、山形県上山市が取り組む「上山型温泉クアオルト事業」で行われているものが代表的である。上山市では、日本で唯一アンゲラ・シュー教授から認定を受けた8コースを含む20の気候性地形療法の専門コースを活用し、シュー教授の指導の下で気候性地形療法が行われている。
また、同市ではドイツの気候療法士をモデルにした専門ガイド「蔵王テラポイト」を養成し、気候性地形療法を基本としながら、健康づくりとして「クアオルト健康ウオーキング」の名称で、年間360日、毎日コースを変えて有償のウオーキングを開催している。現在では、住民の健康づくりはもとより、宿泊型新保健指導（スマート・ライフ・ステイ）などの特定保健指導でも活用されている。
現在では、上山市以外でも気候性地形療法の専門コースの基準を踏襲し、日本の風土や環境に合わせた専門コースを「クアの道（健康の道）」（クアオルト健康ウオーキングコース）として指定している。その数は毎年増加しており、地域住民の健康づくりや交流人口の拡大など、健康寿命延伸の公共政策として利活用されている。

### クアオルト健康ウオーキングコースを定めている市町村の一覧
日本クアオルト研究所「クアオルト健康ウオーキングコースガイド」を参照。
| - 青森県 - 青森市 - 山形県 - 上山市 - 天童市 - 西川町 - 秋田県 - 三種町 - 埼玉県 - 所沢市 - 横瀬町 - 群馬県 - 上野村 - 新潟県 - 妙高市 - 長野県 - 東御市 - 石川県 - 珠洲市 - 静岡県 - 小山町 | - 岐阜県 - 白川村 - 飛騨市 - 岐阜市 - 美濃加茂市 - 関市 - 愛知県 - 名古屋市 - 岡崎市 - 三重県 - 志摩市 - 滋賀県 - 高島市 - 兵庫県 - 多可町 - 岡山県 - 新見市 - 大分県 - 由布市 - 宮崎県 - 延岡市 |